# Forever Knight
Forever Knight è una serie televisiva canadese in 70 episodi (più un film per la TV nel 1989) trasmessi per la prima volta nel corso di 3 stagioni dal 1992 al 1996.

## Trama
Nick Knight è vampiro dell'età di 800 anni che lavora come detective della polizia nella moderna Toronto. Perseguitato dal senso di colpa per le sue malefatte nei secoli precedenti, egli è in cerca di riscatto risolvendo casi nella squadra omicidi nel turno di notte, mentre lotta per trovare un modo per diventare di nuovo umano. 
Il suo compagno è Donald Schanke. Nick è un vampiro all'insaputa della maggior parte dei suoi colleghi. Spesso finisce per usare le sue abilità speciali per portare i criminali davanti alla giustizia. Nick spiega il suo bisogno di lavorare nel turno di notte sostenendo di avere una malattia della pelle che gli richiede di stare al riparo dalla luce. Rifiutandosi di alimentarsi con sangue umano sopravvive bevendo sangue animale in bottiglia, cosa che la maggior parte vampiri trova ripugnante. L'unico che conosce la sua vera natura è la sua amica Natalie Lambert, un medico legale. Il vero sogno di Nick è quello di trovare un modo per ritornare umano ma la sua ricerca di riscatto è complicata con l'arrivo a Toronto dei vampiri LaCroix e Janette. LaCroix, nato nell'Impero Romano, e Janette sono coloro che secoli addietro avevano trasformato Nick in un vampiro e sono stati i suoi compagni per molti secoli. Janette ora gestisce un night club, mentre LaCroix lavora come conduttore radiofonico notturno. Mentre Janette è sprezzante, ma tollerante verso il nuovo stile di vita di Nick, LaCroix tenta attivamente di sedurre il suo protetto cercando di farlo ritornare ad una vita più oscura. All'inizio della terza stagione il detective Don Schanke viene assassinato e a Nick viene assegnato come partner Tracy Vetter, una detective novella che ottiene l'incarico a causa della posizione di alto rango di suo padre nelle forze di polizia. Tracy non sarà mai consapevole della vera natura di Nick, ma si ritrova sempre più attratta da Javier Vachon, un vampiro che era stato un conquistador nel corso della sua vita.
Nick, così come molti altri personaggi vampiri della serie, mostra una serie di abilità sovrumane. Come vampiro, Nick non ha età ed è praticamente immortale. Nella maggior parte dei casi è invulnerabile ai danni da arma da fuoco, ai traumi da corpo contundente o lame. Può anche praticare l'ipnotismo e il controllo mentale. Tuttavia l'ipnotismo di Nick non sempre funziona.

## Personaggi
- detective Nicholas 'Nick' Knight (70 episodi, 1992-1996), interpretato da	Geraint Wyn Davies.
- dottor Natalie Lambert (70 episodi, 1992-1996), interpretata da	Catherine Disher.
- Lacroix (61 episodi, 1992-1996), interpretato da	Nigel Bennett.
- detective Don Schanke (49 episodi, 1989-1995), interpretato da	John Kapelos.
- Janette (39 episodi, 1992-1996), interpretata da	Deborah Duchene.
- capitano Amanda Cohen (26 episodi, 1994-1995), interpretato da	Natsuko Ohama.
- detective Tracy Vetter (23 episodi, 1995-1996), interpretata da	Lisa Ryder.
- capitano Joe Reese (22 episodi, 1995-1996), interpretato da	Blu Mankuma.
- capitano Joe Stonetree (14 episodi, 1992-1994), interpretato da	Gary Farmer.
- Javier Vachon (12 episodi, 1995-1996), interpretato da	Ben Bass.
- Grace Balthazar (7 episodi, 1992-1994), interpretata da	Sandi Ross.
- Screed (6 episodi, 1995), interpretato da	Greg Kramer.
- dottoressa Alyce Hunter (5 episodi, 1992-1994), interpretata da	Christine Reeves.
- Dragon (5 episodi, 1992-1995), interpretato da	Randy Butcher.
- Jeanne d'Arc (4 episodi, 1992-1995), interpretata da	Christina Cox.
- Urs (4 episodi, 1995-1996), interpretato da	Kristin Lehman.

## Produzione
La serie, ideata da Barney Cohen e James D. Parriott, fu prodotta da Glen Warren Productions, Paragon Entertainment Corporation, Tele München Fernseh Produktionsgesellschaft e USA Network e girata a Toronto e a Uxbridge, in Canada. Le musiche furono composte da Fred Mollin.
La serie nasce nel 1989 come film per la televisione sulla CBS, Nick Knight, con Rick Springfield nel ruolo del personaggio di Nick. Nel 1992, la CBS iniziò a trasmettere la serie come parte del suo Crimetime After Primetime, con un nuovo nome e con Geraint Wyn Davies nel ruolo di Nick Knight.

### Registi
Tra i registi della serie sono accreditati:
- Clay Borris (8 episodi, 1992-1995)
- Allan Kroeker (8 episodi, 1992-1995)
- Jon Cassar (7 episodi, 1992-1996)
- Nicholas J. Gray (7 episodi, 1992-1996)
- Geraint Wyn Davies (7 episodi, 1995-1996)
- Michael Levine (6 episodi, 1992-1995)
- Don McCutcheon (6 episodi, 1993-1995)
- Alan Simmonds (4 episodi, 1995-1996)
- Jorge Montesi (2 episodi, 1992)
- Brad Turner (2 episodi, 1992)

## Distribuzione
La serie fu trasmessa negli Stati Uniti dal 1992 al 1996 sulla rete televisiva CBS. In Italia è stata trasmessa su Italia 1 con il titolo Forever Knight.
Alcune delle uscite internazionali sono state:
- negli Stati Uniti (Forever Knight)
- in Ungheria (A vámpírzsaru)
- in Spagna (El señor de las tinieblas)
- in Francia (Le justicier des ténèbres)
- in Brasile (Maldição Eterna)
- in Germania (Nick Knight - Der Vampircop)
- in Italia (Forever Knight)

## Episodi
| Stagione         | Episodi | Prima TV USA |
| ---------------- | ------- | ------------ |
| Prima stagione   | 22      | 1992-1993    |
| Seconda stagione | 26      | 1994-1995    |
| Terza stagione   | 22      | 1995-1996    |